# اردشیر کارن
اردشیرِ کارن (پارسی میانه: Ardašīr ī Kārin) یکی از نجیب‌زادگان ساسانی از خاندان کارن در سده سوم میلادی در زمان حکومت شاپور یکم بود.

## زندگی

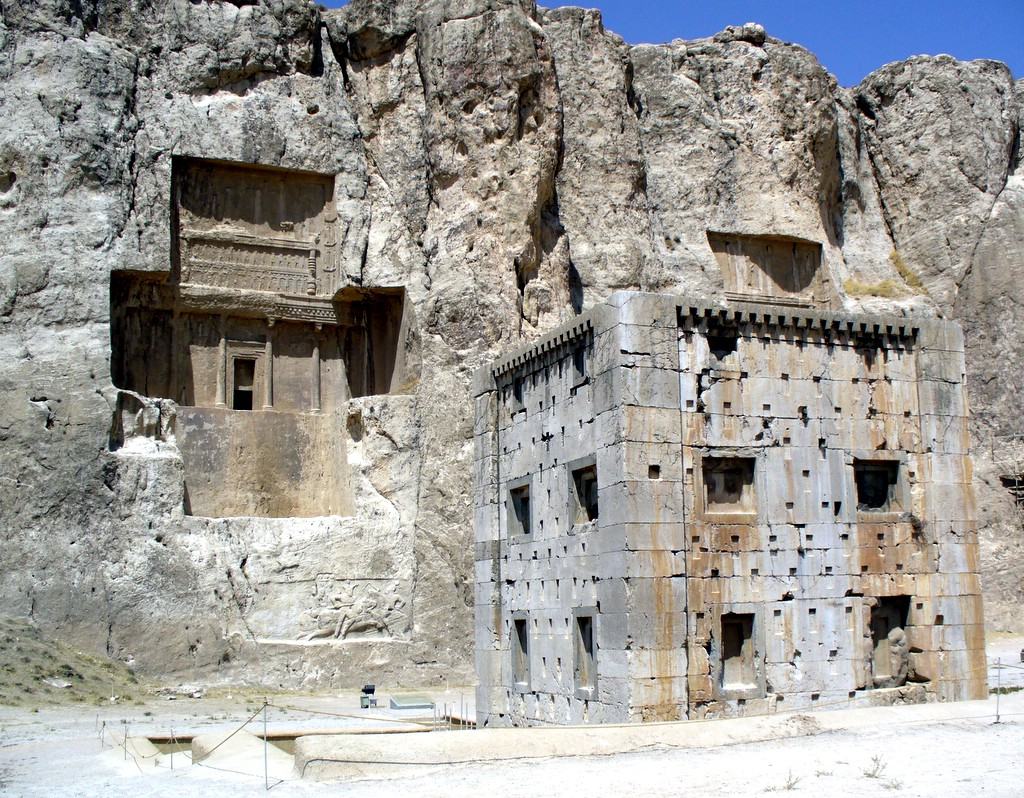
کعبه زرتشت، جایی که سنگ‌نوشته شاپور یکم حک شده‌است

از او در سنگ‌نوشته شاپور یکم بر کعبه زرتشت یاد شده‌است. او در این سنگ‌نوشته در میان ۶۷ نجیب‌زاده در رتبهٔ شانزدهم قرار دارد. اطلاعات دیگری از زندگی او در دست نیست.